# Manuel Poirier
Pour les articles homonymes, voir Poirier (homonymie).
Manuel Poirier est un réalisateur français né le 17 novembre 1954 au Pérou.

## Biographie
Autodidacte, il a exercé différents petits métiers avant de trouver sa voie dans la réalisation. Ses films dépeignent la réalité sociale et les relations humaines des classes sociales modestes. Son cinéma humaniste fréquente davantage la campagne que les villes et se nourrit de la fidélité de ses acteurs, dont Sergi López, Sacha Bourdo ou Serge Riaboukine.
Son film le plus connu, l'épopée bretonne à petit budget Western, a remporté un franc succès auprès du public français en 1997.

## Filmographie

### Réalisation
- 1986 : Appartement 62  (court métrage)
- 1990 : Sales histoires (TV), sketch d'Albert Dupontel
- 1992 : La Petite Amie d'Antonio, avec Sergi López
- 1995 : ...à la campagne, avec Benoît Régent, Judith Henry
- 1995 : Attention fragile (ou Les Années lycée) (TV)
- 1997 : Marion, avec Marie-France Pisier
- 1997 : Western, avec Sergi López, Sacha Bourdo
- 2000 : De la lumière quand même - documentaire
- 2000 : Te quiero, avec Philippe Bas
- 2002 : Les Femmes... ou les enfants d'abord..., avec Sergi López, Sylvie Testud
- 2003 : Chemins de traverse, avec Sergi López
- 2006 : Le Sang des fraises (TV), avec Cécile Rebboah, Fanny Cottençon
- 2007 : La Maison, avec Sergi López, Bruno Salomone
- 2010 : Le Café du pont avec Bernard Campan, Sergi López et Bruno Brusson

### Scénario
- 1992 : La Petite Amie d'Antonio de lui-même
- 1995 : ...à la campagne de lui-même
- 1995 : Attention fragile de lui-même
- 1997 : Marion de lui-même
- 1997 : Western de lui-même
- 2000 : Te quiero de lui-même
- 2002 : Les Femmes... ou les enfants d'abord... de lui-même
- 2003 : Chemins de traverse de lui-même
- 2007 : La Maison de lui-même
- 2010 : Le Café du pont de lui-même
- 2021 : Presque de Bernard Campan et Alexandre Jollien

### Acteur
- 1991 : L'Homme imaginé de Patricia Bardon
- 2002 : Les Femmes... ou les enfants d'abord... de lui-même
- 2003 : Un petit service d'Antoine Pereniguez